# COVRA

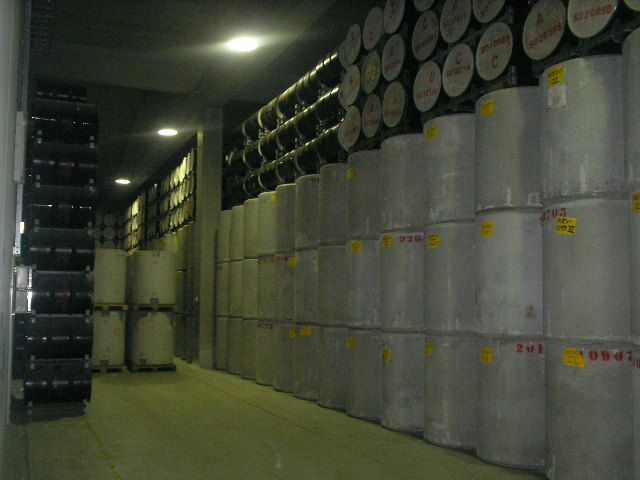
Een opslagloods met radioactief afval

De Centrale Organisatie Voor Radioactief Afval (COVRA) is een te Nieuwdorp, gemeente Borsele, in de Nederlandse provincie Zeeland op het industrieterrein Vlissingen-Oost gevestigde organisatie die zich bezighoudt met het opslaan van radioactief afval. Het is de enige organisatie in Nederland die dergelijk afval mag innemen. Alle aandelen van COVRA N.V. zijn in handen van de Staat der Nederlanden.
De COVRA is bedoeld als interim-opslag voor minimaal 100 jaar. In de tussentijd moet een eindopslag worden gerealiseerd voor de definitieve opberging van het afval.

## Achtergrond
Nederland heeft er voor gekozen haar kernafval voor minimaal 100 jaar te bewaren in een interim-opslag en zo een definitieve oplossing voor het afvalprobleem voor zich uit te schuiven. De redenering was, dat men de ontwikkelingen in andere landen kan volgen, dan de beste (nieuwe) technieken uitkiezen en intussen voldoende geld kan opsparen om de opslag te financieren. Bovendien was er de hoop op aansluiting bij een internationaal opgezette bergingsfaciliteit. Omdat Nederland niet veel kernafval had zou daar voldoende tijd voor zijn.

### Dumpingen tot 1982
Laag- en middel-radioactief afval werd aanvankelijk in zee gedumpt. In februari 1958 vond de eerste gedocumenteerde Nederlandse dumping van radioactief afval in zee plaats. Sinds 1960 werd regelmatig laag- en middelradioactief afval in zee gedumpt. In de eerste jaren werd het gewoon meegegeven aan lijndienst-schepen, die het op een willekeurige plek in de oceaan dieper is dan 2.000 meter overboord moesten gooien. Vanaf 1970 werd het te dumpen laag- en middel-radioactief afval verzameld door het in 1954 opgerichte Reactor Centrum Nederland, het latere Energieonderzoek Centrum Nederland in Petten en daar tijdelijk opgeslagen. Dit was afkomstig van  zo'n 130 instellingen en laboratoria, waaronder kerncentrales. In 1960 en 1961 openden de Kernreactoren Petten, in 1969 de Kerncentrale Dodewaard en in 1973 de Kerncentrale Borssele. Hoewel er geen hoog-radioactief afval van kerncentrales werd gedumpt, was hier wel het afval met verreweg de hoogste straling van afkomstig. Het afval werd vanaf het terrein van Hoogovens verscheept, tezamen met radioactief afval uit Zwitserland. In Zeebrugge werd vervolgens het Belgische afval ingeladen. Een IAEA-document uit 1999 vermeldt de coördinaten op zee waar Nederland tussen 1967 en 1982 vaten met radioactief afval gereguleerd liet dumpen. Dit gebeurde 750 km noordwest van Spanje in een 4 kilometer diepe trog. Voor het dumpen werden vergunningen afgegeven door de verantwoordelijk minister. 

### Aanzet tot opslag
Vanaf 1978 begonnen protesten van de anti-atoomenergie-beweging tegen de dumpingen toe te nemen. De eerste juridische procedure tegen een vergunning werd aangespannen. In 1979 weigerden ingehuurde Hoogovens-werknemers de vaten van de trein in het schip te laden en ook de vakbond FNV steunde de actie. Greenpeace voerde voor het eerst actie tegen het dumpen van Nederlands kernafval in zee. Greenpeace en Stichting Natuur en Milieu klaagden in 1980 tevergeefs tegen de afgifte van zo'n vergunning. De ECN gaf aan zonder de jaarlijkse dumpingen te weinig opslagcapaciteit voor radioactief ziekenhuisafval te hebben. De Raad van State gaf in augustus 1981 zijn goedkeuring aan een nieuwe dumping. Deze ging gepaard met een massale demonstraties en acties op zee door Greenpeace. In augustus 1982 vond de laatste dumping plaats.
In maart 1981 was inmiddels de Commissie Heroverweging Verwijdering Radioactief Afval (Commissie Van Bueren) ingesteld om te zoeken naar een alternatief. In 1983 gaf deze Commissie aan, een voorkeur te hebben voor "verwijdering van het radio-actief afval in diepe stortholtes in zout" in plaats van storten in de Atlantische Oceaan. In april 1984 schreef minister Pieter Winsemius in de Nota Radioactief Afval dat het regeringsbeleid zou zijn isoleren, beheersen en controleren van het afval en de bouw van een centrale interim-opslagplaats binnen Nederland voor al het in Nederland geproduceerde afval, inclusief het hoog-radioactief afval dat terugkomt van de opwerkingsfabrieken, alsmede bestraalde splijtstofelementen dat niet in aanmerking kwam voor opwerking. Daarbij werd gedacht aan "opslagtermijnen in de orde van 100 jaar". Over een eindopslag vermeldde de nota: "Gedurende de periode van opslag kunnen opties voor de definitieve verwijdering verder worden bestudeerd, kunnen internationale ontwikkelingen worden gevolgd en kan mogelijk zelfs aansluiting worden gezocht bij een eventuele internationaal opgezette bergingsfaciliteit." Na jarenlang gesteggel over een mogelijke locatie, maakte Winsemius in april 1986 plotsklaps bekend dat de inmiddels opgerichte COVRA de locatie voor een interim-opslag mocht bepalen.

## Organisatie
COVRA is gevestigd vlak bij de Kernenergiecentrale Borssele. COVRA slaat al het radioactief afval dat in Nederland ontstaat op totdat het vervallen is tot ongevaarlijk materiaal (licht en middel radioactief afval) of totdat er een eindopbergplaats voor wordt ingericht (hoogradioactief materiaal). COVRA slaat radioactief afval op van kerncentrales, ziekenhuizen en onderzoekslaboratoria. Het afval dat COVRA binnenkrijgt wordt gesorteerd, deels verbrand of direct in metalen vaten verpakt, platgewalst, in beton verpakt en ten slotte opgeslagen in loodsen op het terrein.

## Brandstofelementen
Gebruikte brandstofelementen uit kerncentrales zijn niet geschikt voor definitieve opslag. Voordat deze opgeslagen kunnen worden worden ze eerst naar een opwerkingsfabriek van AREVA in La Hague in Frankrijk gestuurd. De bruikbare splijtstof wordt daar gescheiden van de verbruikte splijtstof. De rest wordt verglaasd en in speciale vaten verpakt. Deze worden teruggezonden en opgeslagen in het Hoogradioactief Afval Behandelings- en OpslagGebouw (HABOG) van COVRA. Omdat het niet economisch rendabel is worden de hoogradioactieve brandstofelementen uit de Kernreactoren Petten en het RID niet opgewerkt maar direct opgeslagen in de HABOG.

## Definitieve opslag
De COVRA-opslag is bedoeld als tijdelijk. De Nederlandse regering moet nog beslissen waar een definitieve opslag voor radioactief afval zal worden gebouwd. COVRA verwacht het radioactief afval van de komende honderd jaar op te kunnen vangen, tegen die tijd moet de definitieve oplossing gevonden zijn. Er wordt gekeken naar de opslag van afval in zoutkoepels in het Noorden van Nederland en in kleilagen. Naar deze laatste optie heeft COVRA begin 2010 een groot onderzoek aangekondigd.

## Aandeelhouders
Aandeelhouders in 1986 waren de GKN (30%), PZEM (30%), het Energieonderzoek Centrum Nederland (30%) en de Nederlandse Staat voor de resterende 10%. Op 15 april 2002 nam de Nederlandse Staat alle aandelen over en werd 100 % eigenaar van COVRA en al het radioactief afval.

## Bezichtiging
Het gebouw is (op aanvraag) te bezichtigen door groepen. Er wordt dan door middel van een expositie, een videofilm en een rondleiding uitleg gegeven over de COVRA-opslag.